# Wyszegerd
Wyszegerd herbu Odrowąż (ur. w XIV w., zm. w XV w.) – bojar litewski, adoptowany podczas unii horodelskiej (1413).

## Życiorys
W 1413 roku podczas unii horodelskiej doszło do przyjęcia przez polskie rodziny szlacheckie, bojarów litewskich wyznania katolickiego (tzw. adopcja herbowa). Jednym z ważniejszych dowodów tamtego wydarzenia jest istniejący do dziś dokument, do którego przyczepione są pieczęcie z wizerunkami herbów szlacheckich.
Z dokumentu dowiadujemy się o istnieniu Wyszegerda, który został adoptowany przez przedstawicieli Odrowążów.

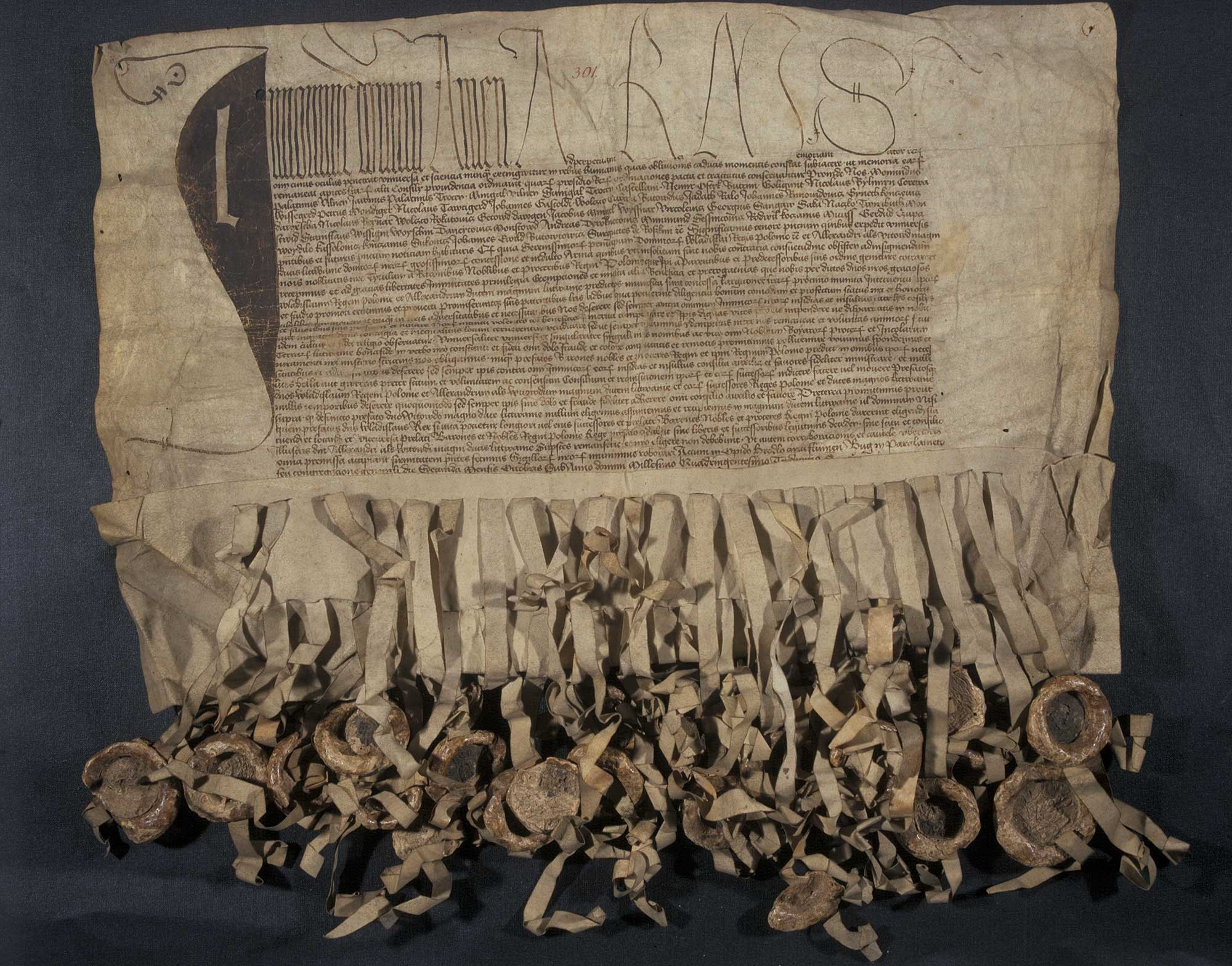
Dokument unii horodelskiej z 1413 roku z przyczepionymi pieczęciami

Poza tą wzmianką, historia nie zapamiętała o nim zbyt wielu informacji, możliwe, że był synem niejakiego Dowojna Wissigerdonisa (Dowogin Wizgerdowicz), uczestnika unii wileńskiej z 1401 roku. Wniosek ten postawił Władysław Semkowicz na bazie popularnych w Wielkim Księstwie Litewskim nazwisk patronimicznych (czyli nazwisk utworzonych na bazie imienia ojca).
W rezjach krzyżackich jest wzmianka o wsi Wissigirdendorff, leżącej na Litwie w pobliżu Solecznik. Do dziś znajduje się tam osada Wyszgierdy. Według historyków może jest to właśnie gniazdo rodowe owego Wyszegerda. Dodaje również, że inny Wyszgerd, żyjący w połowie XV wieku, otrzymał od Kazimierza Jagiellończyka człowieka we włości rudomińskiej (obecnie gmina Rudomino), możliwe, że był on synem omawianego Wyszgerda.
Wyszegerd był protoplastą rodu Chreptowiczów.